# Затворена система
Затворена система във физиката означава система от взаимодействащи си материални обекти (в механиката – тела), върху които не въздейства друг външен обект (тяло). За всяка определена система от обекти има смисъл понятието външна среда, която съставлява системата от всички останали обекти непринадлежащи към избраната. Тогава затворена е тази система от обекти, чиито елементи не взаимодействат с обекти от външната ѝ среда. В противен случай системата се нарича отворена. (E1=E2=E3; E=constant; E=0)